# Mainpuri (distrikt)
Mainpuri är ett distrikt i den indiska delstaten Uttar Pradesh, och hade 1 596 718 invånare år 2001 på en yta av 2 746,0 km². Det gör en befolkningsdensitet på 581,47 inv/km². Den administrativ huvudorten är staden Mainpuri. Den klart dominerande religionen i distriktet är hinduism (93,04 %), med islam (5,30 %) som den näst största.

## Administrativ indelning
Distriktet är indelat i tre kommunliknande enheter, tehsils:
- Bhogaon, Karhal, Mainpuri

## Städer
Distriktets städer är huvudorten Mainpuri samt Bewar, Bhogaon, Ghiraur, Jyoti Khuria, Karhal, Kishni, Kuraoli och Kusmara.
Urbaniseringsgraden låg på 14,60 procent år 2001.